# 帕夫利基 (布斯克區)
49°57′38″N 24°52′16″E / 49.96056°N 24.87111°E
帕夫利基（烏克蘭語：Павлики），是烏克蘭西部的村莊，隸屬利維夫州的佐洛奇夫區。該村面積0.05平方公里，海拔高度244米，2001年人口75，人口密度每平方公里1,470.59人。